# Dixa aliciae
Dixa aliciae är en tvåvingeart som beskrevs av Johnannsen 1924. Dixa aliciae ingår i släktet Dixa och familjen u-myggor.
Artens utbredningsområde är Colorado. Inga underarter finns listade i Catalogue of Life.